# 細腰貓
細腰貓（学名：Herpailurus yaguarondi），生存在墨西哥、中美和南美的中型野生貓科動物。

## 形态
平均體長有65公分（30英寸），尾長45公分（20英寸）。牠有著短小的雙腳和似水獺的臉龐；耳朵則是短短的且呈圓形。毛皮沒有斑點，顏色很一致，且由黑色漸至棕灰色（灰階），或由狐紅色漸至栗色（紅階）。這兩種色階一度被認為表示兩種不同的物種；灰階的稱為「Jaguarundi」，而紅階的稱為「Eyra」。但是，牠們是同一個物種，而且在同一窩中，兩個色階都有可能出現。牠的毛皮除了出生時有斑點外，沒有其他的條紋。

## 分类
這個物種和美洲獅的關係很親近，依據其相似的基因構造和染色體數目。

### 内部分类
本种可分成以下亞種：
- Puma yaguarondi armeghinoi，分佈於阿根廷西部和智利極東部
- Puma yaguarondi cacomitli，分佈於德克薩斯州南部和墨西哥東部
- Puma yaguarondi eyra，分佈於巴西、巴拉圭和阿根廷
- Puma yaguarondi fossata，分佈於墨西哥南部至宏都拉斯
- Puma yaguarondi melantho，分佈於秘魯和巴西
- Puma yaguarondi panamensis，分佈於尼加拉瓜至厄瓜多
- Puma yaguarondi tolteca，分佈於亞利桑那州和墨西哥西部
- Puma yaguarondi yagouaroundi，分佈於蓋亞那和亞馬遜雨林

## 名称
在一些西班牙語的國家裡，細腰貓也稱做「Leoncillo」，意指「小獅」。

## 习性
其棲地於靠近流水源頭的低地灌木地帶，偶爾也會棲息於濃密的赤道地區。依據地區的不同，而有晨昏型和夜行性的不同。牠會在樹下休息，但狩獵時則會到原野上去。其獵物有魚、小型哺乳動物、爬蟲動物和鳥類。
一窩可以生下一至四隻幼貓。母貓需要懷孕70天來生下牠們，而成年則需要約兩年的時間。

## 保护状况
細腰貓並不特別會因為其毛皮而被販賣，但還是因為棲地的消失而遭受衰減和滅絕的命運。

## 外部連結
- Stock photographs with a variety of examples from both coat phases （页面存档备份，存于）
- Jaguarundi page and photos at bigcatrescue.org （页面存档备份，存于）
- https://web.archive.org/web/20031107150747/http://ds.dial.pipex.com/agarman/bco/jundi.htm
- https://web.archive.org/web/20070220070117/http://ds.dial.pipex.com/agarman/jundi.htm
- https://web.archive.org/web/20050408034821/http://lynx.uio.no/catfolk/yaguar01.htm